# Éclipse solaire du 20 avril 2023
L'éclipse solaire du 20 avril 2023 est une éclipse solaire hybride.
Elle est totale sur presque tout son parcours, seules une partie minime du début et de la fin sont des bandes annulaires.
C'est la 3e éclipse hybride du XXIe siècle, mais le 17e passage de l'ombre de la Lune sur Terre (en ce siècle).

## Visibilité
Cette éclipse hybride commence comme annulaire dans le Sud de l'Océan Indien, devient totale après quelques centaines de km ; puis touche la pointe Nord-Ouest de l'Australie, où l'éclipse totale a été observée à Exmouth, ensuite elle atteint l'ile de Timor où elle atteint son maximum.
Elle continue vers le Nord-Est, en touchant la Papouasie occidentale, puis elle continue dans la zone intertropicale de l'Océan Pacifique où elle redevient annulaire pour les derniers centaines de km de son parcours.

## Changement de nature des éclipses de cette série du saros 129
Elle fait partie de la série du saros 129, qui à notre époque change de type : d'annulaire jusqu'à la fin du XXe siècle, elle devient une série totale dès l'éclipse homologue suivante.

## Galerie

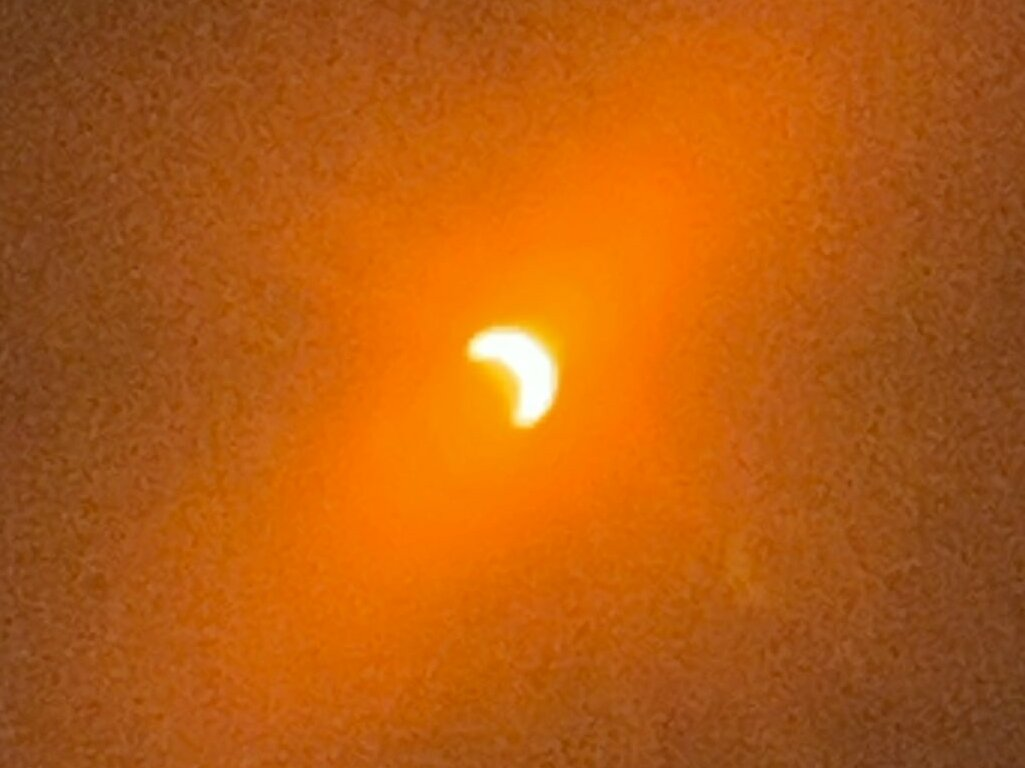
Vidéo de l'éclipse totale depuis Exmouth, Australie-Occidentale.
- Photo de l'éclipse partielle depuis Perth, Australie-Occidentale, 03:19 UTC.

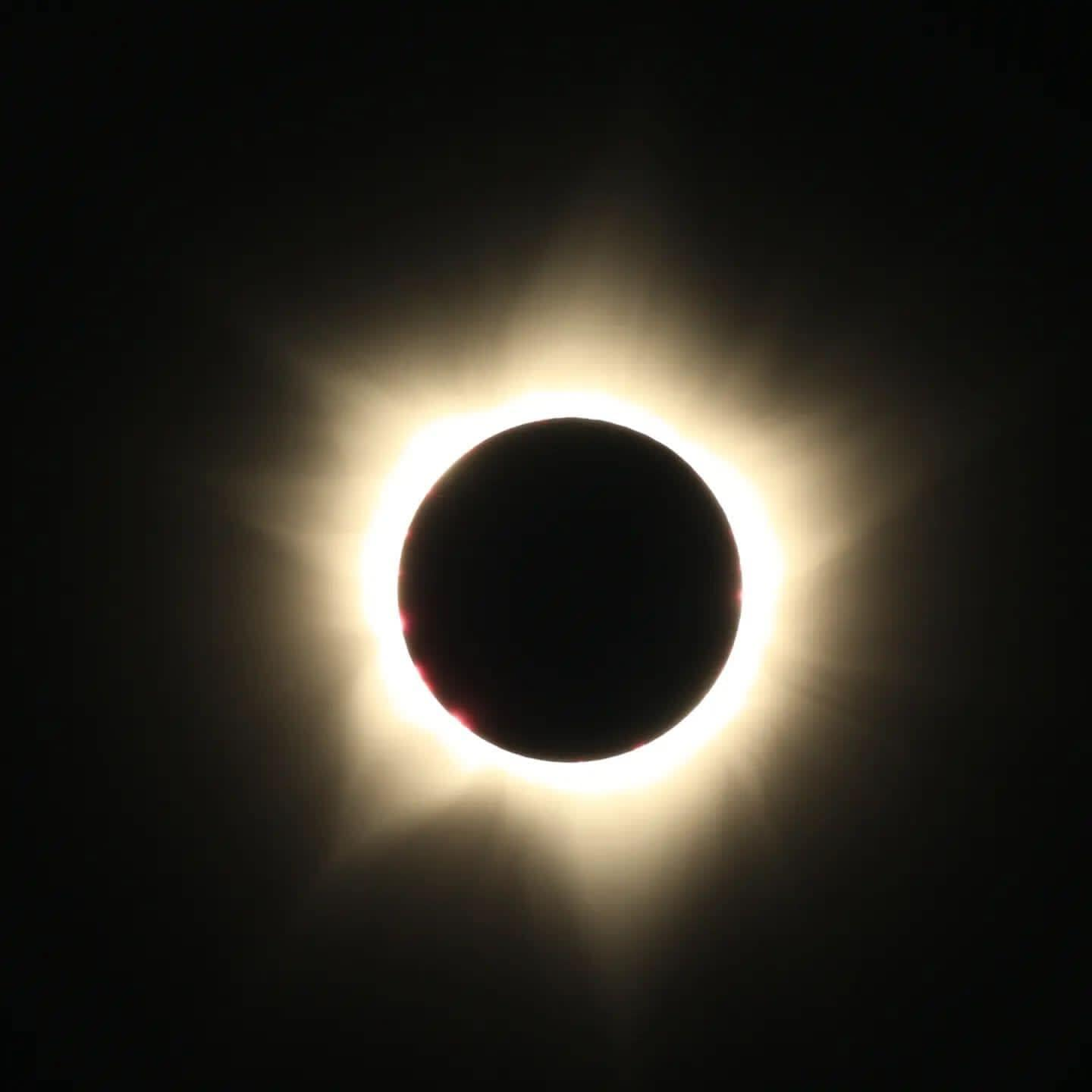
Photo de l'éclipse totale depuis le Timor oriental.